# Bermudas en los Juegos Olímpicos de Turín 2006
Las Bermudas estuvieron representadas en los Juegos Olímpicos de Turín 2006 por un deportista masculino que compitió en skeleton.
El portador de la bandera en la ceremonia de apertura fue el piloto de luge y skeleton Patrick Singleton. El equipo olímpico bermudeño no obtuvo ninguna medalla en estos Juegos.